# Stará Huta
Stará Huta je obec na Slovensku v okrese Detva. V obci žije 302 obyvatel. První písemná zmínka pochází z roku 1350.